# Sheffield (Massachusetts)
Sheffield – miasto w Stanach Zjednoczonych, w stanie Massachusetts, w hrabstwie Berkshire.